# 日田温泉
日田温泉（ひたおんせん）は、大分県日田市（旧国豊後国）にある温泉。

## 泉質
- 単純温泉
  - 源泉温度40 - 42℃
- ナトリウム - 炭酸水素塩 - 塩化物泉
  - 源泉温度64.5℃

## 温泉街
三隈川沿い、主に隈一丁目田中町・紺屋町付近に温泉街が広がり、8軒の旅館が存在する。
少し離れた三隈川の中洲の「日田天領水の宿」にも温泉がある（ナトリウム炭酸水素塩塩化物泉はここでのみ使われている）。
夏場は三隈川に屋形船を出したり、鵜飼を行っている。5月下旬の川開き観光祭には花火が打ち上げられる。
日田温泉旅館一覧
- 亀山亭ホテル
- カッフェルひなのさと
- みくまホテル
- よろづや

## 歴史
近代に温泉がわき、徐々に温泉を扱う旅館が開業したというが詳細は不明。近年、温泉をモチーフにした2次元キャラクター「日田絢芽」（温泉むすめ）が温泉のPRに活用されている。なお、日田市は、市のシンボルとして、水郷日田のイメージにぴったり合うという理由から、アヤメを選定している。

## アクセス
- 鉄道：久大本線日田駅より日田バス市内循環Bコース（高瀬・隈町旅館街方面）で約4分から15分。